# Stefan Hollands
Stefan Hollands, nemški fizik, * 1971, Mönchengladbach, Nemčija.
Hollands je diplomiral na Tehniški univerzi v Berlinu. Leta 2000 je doktoriral na Univerzi v Yorku pod mentorstvom Bernarda Kayja. Med letoma 2000 in 2005 je bil Hollands na Univerzi v Rimu, Univerzi v Chicagu in Univerzi Kalifornije v Santa Barbari. Od leta 2005 je juniorprofessor na Univerzi Jurija Avgusta v Göttingenu. Je član skupine za matematično fiziko na Inštitutu za teoretično fiziko iste univerze.
Hollands raziskuje na področju splošne teorije relativnosti in kvantne teorije polja.
V zadnjem času je skupaj z Robertom Waldom z Inštituta Enrica Fermija kritiziral inflacijski model Vesolja, ki so ga razvili Guth, Linde in Steinhardt.